# Namansilita
La namansilita és un mineral silicat del grup dels piroxens i del subgrup dels clinopiroxens. El seu nom és degut als seus components principals: sodi (natrum), manganès i silici. Va ser acceptada per l'Associació Mineralògica Internacional l'any 1989.
Les localitats tipus del mineral són dues, localitzades a les àrees de Dzhavodi i Zaoblachnyi, al krai de Khabàrovsk, Districte Federal de l'Extrem Orient, Rússia.